# Les Petits Prophètes
Pour les articles homonymes, voir Petits prophètes (homonymie).
Les Petits Prophètes furent un mouvement de prophétisme au sein des populations protestantes touchées par la persécution au moment de la révocation de l'édit de Nantes qui commença dans le Dauphiné avant de s'étendre dans les Cévennes et de culminer dans la guerre des Camisards. La présence de nombreux enfants ou très jeunes adultes parmi ces prophètes leur valut ce surnom de « petits prophètes ».

## Historique
La première manifestation de ce phénomène où des enfants se mettaient à citer la Bible et à prophétiser en français fut, en 1688, Isabeau Vincent de Saou (la Bergère de Saoû). Les autorités religieuses et politiques de l'époque prétendaient que ces enfants n'étaient pas des prophètes mais étaient entrainés à simuler dans une École de prophétisme dirigée par Amos de Ferre (lointain ancêtre de Gaston Defferre).
Les petits prophètes du Dauphiné annonçaient généralement :
- la délivrance des persécutions et le rétablissement du protestantisme en France ;
- le besoin de repentance et de retour à la vraie foi, condition du point précédent ;
- diverses catastrophes annonçant le retour du Christ[1].

Le mouvement initié par Isabeau Vincent s'étendit considérablement dès 1688. En février 1689, l'intendant de la province, Bouchut, instruit à Valence le procès de 80 jeunes inculpés dont 33 sont condamnés à mort et 12 effectivement pendus tandis que les autres sont placés dans des institutions religieuses.
Le prophétisme dauphinois disparaît dans les premières années du XVIIIe siècle.
Malgré la répression, il y a une forte recrudescence du prophétisme dans le Dauphiné dans les années 1699-1701, et de plus une extension au Vivarais et au Languedoc, particulièrement aux régions fortement protestantes des Cévennes et de la Vaunage. Cette vague de prophétisme fait suite aux déceptions que représentent pour les protestants français les échecs des puissances coalisées à faire changer la politique de Louis XIV vis-à-vis des protestants, comme la paix de Ryswick. C'est un phénomène de masse - plusieurs milliers de personnes - touchant principalement des jeunes de 15 à 30 ans. Les prophètes stupéfient leurs contemporains par leur gestuelle ; ce sont en général, contrairement à Isabeau Vincent et aux petits prophètes du Dauphiné, des "trembleurs", des convulsionnaires et des « souffleurs », des soupirants.
Le discours de repentance, la fustigation du papisme et l'annonce du jugement dernier sont les thèmes récurrents du prophétisme dans les années précédant la guerre des camisards (1702-1704). Certains prophètes sont aussi des visionnaires qui parlent de leurs songes, comme se sera le cas d'Esprit Séguier, inspirateur de la première escarmouche de la guerre des camisards.

## Critique
Le pasteur Claude Brousson considérait que le prophétisme juvénile comme un authentique miracle. Pierre Jurieu, pasteur réfugié à Rotterdam, assure une publicité importante au mouvement en 1688
Ce mouvement fut en revanche critiqué et désavoué par la plupart des pasteurs genevois et du Refuge. Antoine Court, le restaurateur de la structure ecclésiale (clandestine) du protestantisme français, prend ses distances vis-à-vis du prophétisme.
Le débat se poursuit au sein du protestantisme français au cours du XIXe siècle, particulièrement quand le pasteur revivaliste Ami Bost publie une réédition du Théâtre sacré des Cévennes en 1834.

## Suites
Durant la guerre des Camisards, de jeunes prophètes accompagnaient souvent les camisards ou sont même leurs chefs. Élie Marion, qui fut un petit prophète avant de devenir un camisard, comptait que sur 19 chefs camisards qu'il connaissait, 14 avaient le don de prophétie. Cela leur donne un leadership et une capacité à galvaniser leurs troupes hors du commun, mais c'est aussi une faiblesse, qui les conduit à prendre parfois des décisions irrationnelles.
Le prophétisme se poursuit après la guerre des Cévennes jusque vers 1710-1715 en Cévennes et dans le Vivarais. Il semble se maintenir au-delà en Vaunage, comme le montre l'affaire des « fanatiques de Nages » en 1745. À partir de 1785, les « souffleurs » de Congénies, entrés en contact avec les quakers anglais, se déclarent quakers. Une maison d'assemblée est construite en 1822 et la communauté quaker de Congénies se maintient jusqu’en 1905.
Le prophétisme perdura chez les huguenots du Refuge, particulièrement en Angleterre où Elie Marion se réfugia et où se développa le mouvement des French Prophets qui influença notamment les Shakers anglais et américains.